# Karl-Robert Ameln
Karl-Robert Ameln (* 4. September 1919 in Stockholm; † 1. April 2016 ebenda) war ein schwedischer Segler.

## Erfolge
Karl-Robert Ameln, der für den Kungliga Svenska Segelsällskapet segelte, nahm in der 6-Meter-Klasse an zwei Olympischen Spielen teil. Bei den Olympischen Spielen 1948 in London gewann Ameln die Bronzemedaille. Mit der Ali-Baba II sicherte er sich gemeinsam mit Skipper Tore Holm sowie Martin Hindorff, Torsten Lord und Gösta Salén hinter dem US-amerikanischen und dem argentinischen Boot den dritten Rang. 1952 segelte er in Helsinki unter Sven Salén auf der May Be VII, verpasste als Vierter allerdings dieses Mal knapp einen weiteren Medaillengewinn.
Er war ab 1947 Direktor der Werft von Oskarshamn.